# Villa de Guadalupe, Tlapa de Comonfort
Villa de Guadalupe är en ort i Mexiko.   Den ligger i kommunen Tlapa de Comonfort och delstaten Guerrero, i den sydöstra delen av landet, 220 km söder om huvudstaden Mexico City. Villa de Guadalupe ligger 1 250 meter över havet och antalet invånare är 217.
Terrängen runt Villa de Guadalupe är huvudsakligen kuperad. Villa de Guadalupe ligger nere i en dal. Runt Villa de Guadalupe är det ganska tätbefolkat, med 86 invånare per kvadratkilometer. Närmaste större samhälle är Tlapa de Comonfort, 8,4 km nordost om Villa de Guadalupe. I omgivningarna runt Villa de Guadalupe växer huvudsakligen savannskog.